# 마나모아
마나모아는 대한민국의 불법 만화 공유 사이트이다. 2019년 3월 31일 망가쇼미라는 사이트에 있던 자료의 백업 사이트로 개설되었으며, 망가쇼미는 2018년 11월 개설되었다.
현재 본 사이트는 저작권법 위반으로 문화체육관광부 저작권경찰의 수사를 받아, 불법사이트로 판단되어 폐쇄되었다

## 같이 보기
- 마루마루
- 마나스페이스
- 티티마나